# Metaphycus illusus
Metaphycus illusus är en stekelart som beskrevs av Annecke och Mynhardt 1981. Metaphycus illusus ingår i släktet Metaphycus och familjen sköldlussteklar. Inga underarter finns listade i Catalogue of Life.